# Гега, Скендер
Скендер Гега (алб. Skënder Gega; 14 ноября 1963, Тропоя) — албанский футболист и тренер.

## Карьера футболиста
Большую часть своей карьеры провел в составе «Партизани», вместе с которым Гега становился чемпионом страны. Кроме того он провел один сезон за немецкий «Шпортфройнде». За сборную Албании выступал в рамках отборочного турнира к Чемпионату мира 1990 года в Италии. Всего за национальную команду защитник провел 10 матчей.

## Карьера тренера
Некоторое время Скендер Гега проживал в США, где он работал помощником главного тренера женской юниорской сборной по футболу. В 2011 году он вернулся на родину. В Албании Гега возглавлял юношескую и молодежную сборную страны. В 2019 году специалист привел «Партизани» к победе в чемпионате страны, однако после триумфа он по личным причинам покинул свой пост.

## Достижения

### Футболиста
- Чемпион Албании (1): 1986/87.

### Тренера
- Чемпион Албании (1): 2018/19.